# Șerbota
Șerbota nebo také Vârful Șerbota je hora v Rumunském pohoří Fagaraš (rumunsky: Munții Făgărașului). Její vrchol leží v nadmořské výšce 2331 m. Nachází se v župě Argeș v centrální části země na západ od druhého nejvyššího vrcholu Fagaraše, Negoiu.